# Hermann von Lüderitz
Hermann Friedrich Wilhelm Alexander von Lüderitz (* 1. Januar 1814 in Orpensdorf; † 13. November 1889 in Berlin) war ein preußischer Generalleutnant und Politiker.

## Leben

### Herkunft
Er war der Sohn von Ludolf Friedrich von Lüderitz (* 10. November 1776 in Lüderitz; † 4. Juli 1843 ebenda), Hauptmann a. D. und Herr auf Lüderitz, und dessen Ehefrau Dorothea Friederike Johanna, geborene von Barsewisch, verwitwete von Kleist (* 9. April 1784 in Vielbaum; † 16. Oktober 1855 in Lüderitz). Sein Bruder war der spätere preußische Generalleutnant Otto Wilhelm Heinrich von Lüderitz (1818–1885).

### Militärkarriere
Lüderitz besuchte die Dom- und Handelsschule in Magdeburg und wurde am 11. August 1831 im 6. Kürassierregiment der Preußischen Armee angestellt. Am 14. August 1833 wurde er zum Sekondeleutnant und am 19. Mai 1846 zum Premierleutnant befördert. Nach verschiedenen Kommandierungen stieg Lüderitz im Juni 1852 zum Rittmeister auf und wurde Mitte Februar 1853 Eskadronchef. Als Major war er im Regimentsstab tätig, bis man ihn Mitte Mai 1860 zum kombinierten Garde-Dragoner-Regiment kommandierte, aus dem das 2. Garde-Dragoner-Regiment gebildet wurde. Am 23. April 1863 mit der Führung des Garde-Kürassier-Regiments beauftragt und gleichzeitig à la suite gestellt, wurde Lüderitz am 22. September 1863 mit seiner Beförderung zum Oberstleutnant zum Regimentskommandeur ernannt. Am 8. Juni 1866 zum Oberst befördert, nahm Lüderitz im gleichen Jahr während des Krieges gegen Österreich mit seinem Regiment an den Kämpfen bei Skalitz, Schweinschädel und Königgrätz teil. Für seine Leistungen erhielt er am 20. September 1866 den Roten Adlerorden III. Klasse mit Schwertern.
Am 18. Juni 1869 ernannte man Lüderitz unter Stellung à la suite des Garde-Kürassier-Regiments zum Kommandeur der 4. Kavallerie-Brigade und er wurde am 23. Januar 1870 mit dem Kronenorden II. Klasse ausgezeichnet. Zu Beginn des Krieges gegen Frankreich 1870 erhielt Lüderitz das Kommando über die 1. mobile Kavallerie-Brigade und wurde kurz darauf zum Generalmajor befördert. Er führte seine Brigade in den Schlachten bei Gravelotte, wofür er mit dem Eisernen Kreuz II. Klasse ausgezeichnet wurde, und bei Beaune-la-Rolande sowie in den Gefechten bei Vendôme, Monaie, St. Amand, Pias, Villeporches, Château-Renault. Außerdem war Lüderitz an den Belagerungen von Metz und Thionville beteiligt.
Nach Kriegsende mit dem Eisernen Kreuz I. Klasse ausgezeichnet, wurde er am 23. Mai 1871 Kommandeur der 3. Kavallerie-Brigade. Für seine langjährigen Verdienste wurde ihm am 18. Januar 1874 der Rote Adlerorden II. Klasse mit Eichenlaub und Schwertern am Ringe verliehen. Am 15. Mai 1875 wurde Lüderitz unter Verleihung des Charakters als Generalleutnant mit Pension zur Disposition gestellt.

### Politik
Lüderitz war er von 1877 bis 1889 für den Wahlkreis Magdeburg-Osterburg Abgeordneter im deutschen Reichstag. Außerdem war er Mitglied im preußischen Abgeordnetenhaus.
Nach seinem Tod wurde er von Berlin nach Lüderitz überführt und dort am 16. November 1889 beigesetzt. Sein Grabstein, ein großer abgesprengter Granitblock, befindet sich in der Lüderitzer Heide.

### Familie
Lüderitz hatte sich am 3. Mai 1863 in Berlin mit Bertha Freiin von Puttkamer, verwitwete von Boehlendorff-Koelpin (* 18. Juli 1822 in Jassen; † 10. März 1899 in Berlin) verheiratet.
Ihm gehörten die Rittergüter Lüderitz und Schernebeck, beide im Landkreis Stendal.